# 上間綾乃
上間 綾乃（うえま あやの、1985年9月26日 - ）は、沖縄民謡歌手、唄者、タレント。沖縄県出身。

## 略歴
デビューまで
小学2年の頃から三線を習い始める。バイリンガルであり、英語を話すことができる。中学1年に琉球民謡協会コンクールにて新人賞、中学3年に優秀賞、高校2年時に最高賞を受賞。うるま市天願区青年会のエイサー地謡としても活動しており、2003年から毎年、伊勢神宮神嘗（かんなめ）奉祝祭へも参加している。2004年、名桜大学観光産業学科に進学。2005年、琉球國民謡協会の教師免許に合格。
インディーズ・デビュー
2006年、『二見情話大会』に出場し優勝。2月20日、自ら作詞・作曲も手がけたアルバム『願い星』でインディーズ・デビュー。県内外でライブを行うほか、関西テレビ『ノッテ・フェリーチェ〜楽しい夜のショッピング〜』のアシスタントMCを務めるなど、タレント活動も並行して行う。2007年公開の沖縄を舞台とした映画「風之舞〜風の復活〜」に、主人公の一人「比嘉晴琉（尚玄）」の妹『綾乃』役にて出演。2009年8月2日に2ndアルバム『まじゅん』を発売。12月19日、国立劇場おきなわ企画公演「歌劇の世界〜色に香に〜」に出演。2010年より「ソウル・フラワー・モノノケ・サミット」ツアーゲストメンバーとして参加。2011年8月17日発売、宮本笑里初のコラボレーション・アルバム「大きな輪」のリード曲『明日への路(feat. 上間綾乃)』に唄三線にて参加。日本テレビ系「ハッピーMusic」へ宮本と共に出演。8月24日発売、KOBUDO -古武道-のコラボレーション・アルバム「イツクシミ」のタイトル曲に歌唱参加。10月からの同アルバム発売記念全国ツアー「イツクシミ」へゲスト参加。12月12日発売のDVD付書籍「親と子の感動の物語 あいうた」ISBN 978-4-86113-404-3 のメインテーマ曲「あいうた」に唄三線にて参加。
メジャー・デビュー以降
2012年4月9日より、TBSラジオ Kakiiin のコーナー「Music Creators」隔週レギュラーに抜擢。5月23日アルバム『唄者』で日本コロムビアよりメジャー・デビュー。5月24日、日本テレビ『スッキリ!!』のコーナー「おニューッス!」出演。沖縄ゆかりの地をめぐる映像と共に、生い立ちと逸話が紹介される。「声なき命」をスタジオにて披露。5月25日日本テレビ『PON!』のコーナー「エンタメよ〜いPON!」出演。銀座にある沖縄県のアンテナショップわしたショップでのライブが紹介される。本人のオススメ沖縄グルメ「イカ汁」を紹介、スタジオで試食が行われた。同月、沖縄県議会議員選挙CMに、アルバム「唄者」の収録曲『遠音』が使用される。6月5日より、TOKYO FMで「RADIO DRAGON」内マンスリー・ドラゴン6月度の火曜日ラジオパーソナリティに抜擢。6月9日、沖縄県那覇市の桜坂劇場を皮切りに、アルバム「唄者」の発売記念ライブツアーを、全国6箇所（6/9沖縄、6/16福岡、6/17広島、6/20名古屋、6/23東京、7/18大阪）にて行う。8月25日NHK BSプレミアム「J-MELOうちなんちゅスペシャル」にゲスト出演。8月31日NHK教育テレビ『にっぽんの芸能スペシャル「四季の響き〜和楽器でつむぐ季節の音色」』にゲスト出演し、藤原道山×妹尾武と共に、安里屋ユンタを披露。11月11日 - 25日 札幌、金沢、大阪、名古屋、東京(2日間)の5箇所にて『唄者』LIVE TOUR 其ノ弐を行う。
2013年4月17日、6月19日に1stシングル『ソランジュ』発売の旨を発表。5月2日より、NACK5「上間綾乃 ソランジュタイム」毎週木曜レギュラー番組開始。6月19日 1stシングル『ソランジュ』を発売。9月4日に同曲収録の2ndアルバム「ニライカナイ」発売の旨を発表。8月4日 テレビ東京「ザ・ミュージック」にて密着ドキュメントが放映。9月2日 - 9月6日 テレビ神奈川「saku saku」のゲストコーナーへ出演。9月4日 2ndアルバム『ニライカナイ』を発売。同日『ニライカナイ』リリース記念プレミアムコンサートを青山CAYにて行う。10月15日 NHK総合「NHK歌謡コンサート」へ出演、『ソランジュ』を披露。
2014年2月16日 - 3月16日、「上妻宏光コンサートツアー2014 GEN －源－」ゲスト出演。4月8日、7月23日 に3rdアルバム『はじめての海』発売の旨を発表。5月16日 NHK総合「NEWS WEB」へ出演、『てぃんさぐぬ花』『童神』を披露。5月17日 「ロハスデザイン大賞 2014」にてJ-WAVE『ロハストーク』公開イベントへ出演。6月11日 日本ロレックスPresents 上妻宏光 民謡アーカイブ「琉球 海の祭」ゲスト出演。7月23日 3rdアルバム『はじめての海』を発売。同日『はじめての海』リリース記念スペシャルナイトを青山CAYにて行う。7月21日 - 25日 テレビ神奈川「saku saku」ゲストコーナーへ二度目の出演。
2015年6月23日 合同会社緑の惑星プロジェクト（green united）より2ndシングル『さとうきび畑～ウチナーグチ～』を発売。8月2日 - 16日 初のプレミアムライブハウス・コンサートツアー開催（モーションブルー横浜､ブルーノート名古屋､ビルボードライブ大阪､コットン・クラブ）
2016年5月23日、7月16日に4thアルバム『魂うた』発売の旨を発表。同作発売記念ツアー『上間綾乃ツアー2016～魂うた』開催決定（8/12 ブルーノート名古屋、8/15 ビルボードライブ大阪、11/26 日本橋三井ホール）。7月20日、4thアルバム『魂うた』を発売。同日、オフィシャルサポータークラブ限定『魂うた』リリース記念スペシャルイベントをMt.RAINIER HALL SHIBUYA PLEASURE PLEASUREにて行う。8月15日 - 19日 テレビ神奈川「saku saku」ゲストコーナーへ三度目の出演。
2018年現在、毎月1回ほど大阪市内（2010年4月 - ）及び東京都内（2010年9月 - ）にて三線教室を開いている。

## 作品

### オリジナル・アルバム
| 枚                  | 発売日        | タイトル     |                                                |
| ------------------- | ------------- | ------------ | ---------------------------------------------- |
| 1st                 | 2006年2月20日 | 願い星       |                                                |
| 2nd                 | 2009年8月2日  | まじゅん     |                                                |
| 3rd (メジャー1枚目) | 2012年5月23日 | 唄者         | メジャー・デビュー・アルバム（日本コロムビア） |
| 4th (メジャー2枚目) | 2013年9月4日  | ニライカナイ |                                                |
| 5th (メジャー3枚目) | 2014年7月23日 | はじめての海 |                                                |
| 6th (メジャー4枚目) | 2016年7月20日 | 魂うた       |                                                |
| 7th (メジャー5枚目) | 2017年6月21日 | タミノウタ   |                                                |

## 出演

### テレビ
- 「にっぽん百低山～名護岳・沖縄」（NHK総合） 2023年3月1日

### ラジオ
- 「上間綾乃のうちなータイム」（FMニライ） 2009年11月 - 、毎週火曜（レギュラー）[1]。
- 「Kakiiin」ミュージック・クリエイターズ（TBSラジオ） 2012年4月9日 - 、隔週月曜日（レギュラー）
- 「RADIO DRAGON」マンスリードラゴン（TOKYO FM） 2012年6月5日 - 、毎週火曜（6月度パーソナリティ）
- 「上間綾乃 ソランジュタイム」（NACK5） 2013年5月2日 - 2014年6月26日、毎週木曜（レギュラー）
- 「上間綾乃の上京2年生」（NACK5「The Nutty Radio Show おに魂」に内包）2014年7月7日 - 2015年3月30日、毎週月曜（レギュラーアーティスト）

## ライブ
沖縄県内では定期公演があるほか、県外でも活動している。
沖縄県外での主なライブ
- 2007年
  - 11月23日 - 上間綾乃 with 伊集タツヤ／東京 小岩 沖縄料理居酒や こだま
  - 11月24日 - 上間綾乃ライブ／東京 新宿 Naked Loft
  - 11月25日 - 上間綾乃 with 伊集タツヤ／神奈川 鎌倉 花いちぜん
- 2008年
  - 10月31日 - ここに、うたがある 上間綾乃LIVE／東京 小岩 沖縄料理居酒や こだま
  - 11月01日 - ここに、うたがある 上間綾乃LIVE／埼玉 さいたま Brash Bar
  - 11月02日 - ここに、うたがある 上間綾乃LIVE／神奈川 鎌倉 花いちぜん
  - 12月27日 - AMAZING ACOUSTIC AFFAIR／東京 王子 ハイビスカス
- 2009年
  - 03月06日 - 上間綾乃LIVE／三重 LIVE HOUSE M'AXA
  - 03月07日 - 沖縄の風をお届け… 上間綾乃／大阪 靱本町 沖縄風居酒屋 美ら風南風
  - 03月08日 - 沖縄の風をお届け… 上間綾乃／大阪 心斎橋 南の楽宴ダイニング はなはな
  - 03月20日〜22日 第23回倉敷音楽祭 倉敷－沖縄交流フェスティバル・沖縄の唄三線と芸能「美ら島ライブ」／岡山 倉敷市 芸文館
  - 04月18日 - 上間綾乃LIVE／長野 上田 NOMADO
  - 05月29日 - 上間綾乃LIVE／東京 小岩 沖縄料理居酒や こだま
  - 05月30日 - 上間綾乃LIVE／神奈川 横浜 ヘルシー居酒屋 おきなわ亭
  - 06月05日 - 上間綾乃LIVE／大阪 靭本町 沖縄風居酒屋 美ら風南風
  - 06月06日 - 上間綾乃LIVE／大阪 心斎橋 南の楽宴ダイニング はなはな
  - 11月02日 - まじゅん・CD発売記念ライブ 上間綾乃／東京 吉祥寺 MANDA-LA2（マンダラツー）
  - 11月07日 - 上間綾乃大阪ライブ／大阪 靭本町 沖縄風居酒屋 美ら風南風
  - 11月08日 - 風人の祭2009・結の唄／大阪 服部緑地野外音楽堂
  - 11月28日 - 「響愛」コンサート新潟 柏崎市 産業文化会館
- 2010年
  - 05月22日 - 上間綾乃LIVE2010／東京 吉祥寺 Star Pine's Cafe
  - 06月18日 - 三重テレビ「とってもワクドキ」なばなの里中継ライブ 三重 なばなの里
  - 06月19日 - 上間綾乃LIVE2010／大阪 心斎橋 Soap opera classics
  - 07月10日 - 琉球島唄巡りコンサート／埼玉 所沢ミューズ Ark Hall
  - 07月18日 - 夏祭り 琉球もーあしびー沖縄島唄ライブ2010／大阪 ORC200
  - 11月13日 - 元祖チャンプルーうた祭り／東京 新大久保 R'sアートコート
  - 11月28日 - 響愛（HIBIKIAI）共に歩もう〜まじゅん するてぃ いかな〜／新潟 柏崎市 産業文化会館
  - 12月04日 - 大阪ワンマンライブ／心斎橋 Soap opera classics
  - 12月07日 - 沖縄民謡に酔いしれる夕べ〜上間綾乃LIVE／京都 文珠荘
- 2011年
  - 02月12日 - 東京ワンマンライブ／東京 白金 Coolie's Creek
  - 03月21日 - 上間綾乃ライブ／ 福岡 もも庵
  - 04月15日 - 上間綾乃ライブin「空」／神戸 和琉酒菜 空
  - 04月16日 - ハイアットリージェンシー ディナー&沖縄民謡ライブ／ハイアットリージェンシー大阪
  - 06月18日 - 東京ワンマンライブ／東京 吉祥寺 Star Pine's Cafe
  - 06月24日 - 上間綾乃ライブ／三重 遊び庭花
  - 06月25日 - 上間綾乃コンサート／岐阜 飛騨市 文化交流センター
  - 09月18日 - かりゆし音楽祭〜2011／長野 上田市 上田映劇
  - 10月23日 - 琉球フェスティバル2011大阪／大阪 大阪城音楽堂
  - 11月19日 - 京都ワンマンライブ／京都 ライブハウス磔磔
  - 11月27日 - 上間綾乃「まじゅん」／広島 BLUE LIVE HIROSHIMA
  - 12月10日 - 東京ワンマンライブ／東京 吉祥寺Star Pine's Cafe
- 2012年
  - 01月22日 - 島娘唄の旅Vol.1 上間綾乃&村吉茜／東京 小岩 沖縄料理居酒や こだま
  - 04月24日 - 井山大今ライブ2012 ゲスト出演／東京 目黒BLUES ALLEY JAPAN
  - 05月03日 - 福岡「博多どんたく」
  - 05月05日 - ひろしまフラワーフェスティバル／ひろしまフラワーフェスティバル　アイリスステージ
  - 05月12日 - 栄ミナミ音楽祭’12／愛知 名古屋 栄ミナミ
  - 05月13日 - 第1回『ハイサイ!琉球まつり!』／大阪 豊中市 服部緑地野外音楽堂
  - 06月05日 - 沖縄めんそーれフェスタ2012／東京 池袋サンシャインシティ アルパB1噴水広場
  - 06月16日 - 『唄者』レコ発ライブツアー／福岡 ROOMS
  - 06月17日 - 『唄者』レコ発ライブツアー／広島 BLUE LIVE HIROSHIMA
  - 06月20日 - 『唄者』レコ発ライブツアー／愛知 名古屋 TOKUZO
  - 06月23日 - 『唄者』レコ発ライブツアー／東京 渋谷 Mt.RAINIER HALL SHIBUYA PLEASURE PLEASURE
  - 07月14日 - 富山「SummerVoiceCarnival2012」／富山 県民公園 太閤山ランド
  - 07月15日 - ORC200夏祭り!! 琉球もーあしびー 沖縄島唄ライブ2012／大阪 弁天町 ORC200
  - 07月18日 - 『唄者』レコ発ライブツアー／大阪 JANUS
  - 08月12日 - 上間綾乃スペシャルライブ／東京 目黒BLUES ALLEY JAPAN
  - 08月26日 - 第33回 豊田沖縄ふれあいエイサーまつり／愛知 豊田スタジアム東イベント広場
  - 09月01日 - よみうりランド琉球フェスタ／神奈川よみうりランド オープンシアターEAST
  - 09月02日 - SPC15周年記念EVENT「伝統芸能ニューウエーブ、空と海と」／東京 吉祥寺Star Pine's Cafe
  - 09月16日 - かりゆし音楽祭♪2012〜魂夜【マブヤ】〜／長野 上田 上田映劇
  - 10月07日 - ちばりよ〜七ヶ浜町・おきなわんフェスティバル／宮城 七ヶ浜国際村ホール
  - 10月08日 - 琉球フェスティバル2012 歌い継がれるもの〜スペシャル・トリビュート 知名定男／兵庫 あましんアルカイックホール
  - 10月11日 - 第3回東京ごはん映画祭関連ライブイベント『eatrip』ごはん上映会／東京 青山CAY
  - 10月27日 - 上妻宏光 日本流伝心祭 クサビ-楔- 其ノ弐／東京 渋谷公会堂
  - 10月28日 - 風人の祭2012・結の唄／大阪 豊中市 服部緑地野外音楽堂
  - 11月11日 - 上間綾乃『唄者』LIVE TOUR 其ノ弐／札幌 KRAPS HALL
  - 11月13日 - 上間綾乃『唄者』LIVE TOUR 其ノ弐／金沢 もっきりや
  - 11月20日 - 上間綾乃『唄者』LIVE TOUR 其ノ弐／大阪 梅田AKASO
  - 11月22日 - 上間綾乃『唄者』LIVE TOUR 其ノ弐／愛知 名古屋 BOTTOM LINE
  - 11月24日・25日 - 上間綾乃『唄者』LIVE TOUR 其ノ弐／東京 渋谷 Mt.RAINIER HALL SHIBUYA PLEASURE PLEASURE
  - 11月26日 - ミュージック・ツリー・ライブ<新しい風-I->〜時代を切り開く若き才能たち〜／東京 代々木 Hakuju Hall
  - 12月01日 - 和太鼓とジャズピアノの共演FUSION＝融合／福井 みくに文化未来館
  - 12月02日 - 池田未来コンサート／福井 池田町能楽の里文化交流会館
  - 12月17日 - L'ULTIMO BACIO Anno12（ルルティモバーチョアンノ）オープニングアクト／東京 恵比寿 ザ・ガーデンホール
- 2013年
  - 05月11日 - ニッポン放送 ごごばんコンサート オープニングアクト／東京 日比谷公会堂
  - 05月12日 - 栄ミナミ音楽祭’13／愛知 名古屋 栄ミナミ
  - 06月08日 - ワールドオーシャンズデー2013＠新江ノ島水族館／神奈川 藤沢市 新江ノ島水族館特設ステージ
  - 06月21日 - 「ウタアカリ-Candle Night in NAGOYA-」／名古屋 アスナル金山・オアシス21
  - 07月06日 - パーシャクラブ&上間綾乃 ジョイントコンサート／愛知 安城市民会館サルビアホール
  - 07月24日 - 第19回 めんそーれ〜大沖縄展 オリオンビアフェスト in ISETAN／東京 伊勢丹新宿店本館屋上＝アイ・ガーデン ステージ
  - 07月26日 - FUJI ROCK FESTIVAL'13／新潟 苗場スキー場
  - 07月28日 - CBCラジオまつり2013／愛知 名古屋 栄 久屋大通公園エンゼル広場
  - 08月04日 - Slow Music Slow LIVE '13 in 池上本門寺 10th Anniversary "the Acoustic Passage"／東京 池上本門寺野外特設ステージ
  - 08月17日 - 沖縄チャンプルーカーニバル／神奈川 クイーンズスクエア横浜クイーンズサークル
  - 09月04日 - 『ニライカナイ』リリース記念プレミアムコンサート／東京 青山CAY
  - 11月28日 - 上間綾乃 Concert Tour 2013 ＜ニライカナイ＞／名古屋 THE BOTTOM LINE
  - 12月05日 - 上間綾乃 Concert Tour 2013 ＜ニライカナイ＞／大阪 umeda AKASO
  - 12月07日 - 上間綾乃 Concert Tour 2013 ＜ニライカナイ＞／東京 日本橋三井ホール
  - 12月24日 - Roppongi Hills 10th Anniversary Christmas Concert 2013 〜Love Songs for Happiness〜／東京 六本木ヒルズアリーナ
- 2014年
  - 02月16日・23日／03月09日・16日 - 上妻宏光　Concert Tour 2014 GEN －源－ ゲスト出演
  - 05月17日 - Lohas Design Award 2014／東京 新宿御苑 ロハスデザイン大賞特設ステージ
  - 06月11日 - 日本ロレックスPresents 上妻宏光 民謡アーカイブ「琉球 海の祭」／東京 浜離宮朝日ホール
  - 07月20日 - 小田原ダイナシティ サマーパラダイス2014／小田原ダイナシティ ウエスト1F正面店頭特設ステージ
  - 07月23日 - 『はじめての海』リリース記念 Special Night／東京 青山CAY
  - 07月24日 - 第20回 めんそーれ〜大沖縄展 オリオンビアフェスト in ISETAN／東京 伊勢丹新宿店本館屋上＝アイ・ガーデン ステージ
  - 07月26日 - TOWER OF MUSIC Vol.55／神奈川 横浜マリンタワー1Fギャラリーホール
  - 08月02日 - 情熱大陸SPECIAL LIVE SUMMER TIME BONANZA'14／大阪 万博記念公園もみじ川芝生広場
  - 08月09日 - 情熱大陸SPECIAL LIVE SUMMER TIME BONANZA'14／東京 夢の島公園陸上競技場
  - 08月30日 - 上間綾乃 Concert Tour 2014 『はじめての海』／東京 東大和市市民会館ハミングホール
  - 09月08日 - 智積院「観月会(かんげつえ)」お月見コンサート／京都 智積院
  - 09月09日 - FULL MOON SPECIAL PARTY／名古屋 Live Doxy
  - 09月13日 - 上間綾乃　Concert Tour 2014 『はじめての海』／東京 EX THEATER ROPPONGI
  - 09月15日 - 上間綾乃　Concert Tour 2014 『はじめての海』／大阪 UMEDA CLUB QUATTRO
  - 10月05日 - 第20回記念!琉球フェスティバル2014／大阪 大阪城音楽堂
  - 10月18日 - 第2回 沖縄チャンプルーカーニバル／神奈川 クイーンズスクエア横浜クイーンズサークル
  - 12月10日 - サム・リー&リアム・オ・メンリィ公演 Voices of Ground／東京 渋谷CLUB QUATTRO
  - 12月12日 - サム・リー&フレンズ 来日公演2014 with 上間綾乃／静岡 焼津文化会館小ホール
  - 12月13日 - サム・リー&フレンズ 来日公演2014 with 上間綾乃／埼玉 所沢市民文化センターミューズ キューブホール
- 2015年
  - 01月18日 - おきなわ新喜劇 ゲスト出演／東京 ニッショウホール
  - 04月09日 - 上間綾乃　Solo Performance in Chapel 「うた物語」／東京 南青山ル・アンジェ教会
  - 06月20日 - ムジーク･プラッツ2015 in 春日野園地 沖縄のウタと芸能 夏至の宴（カーチー ヌ アシビー）／奈良 奈良公園
  - 07月18日 - 泣きがたりライブ vol.2 出演 ／東京 北とぴあドームホール
  - 07月20日 - 小田原ダイナシティ サマーパラダイス2015 出演／神奈川 小田原ダイナシティウエスト1F正面店頭特設ステージ
  - 07月26日 - 伊勢丹屋上ビアガーデン「夜空ノ庭」出演／東京 伊勢丹新宿店本館屋上特設コーナー
  - 08月02日 - プレミアムライブハウス・コンサートツアー／神奈川 モーション・ブルー・ヨコハマ
  - 08月14日 - プレミアムライブハウス・コンサートツアー／愛知 名古屋ブルーノート
  - 08月15日 - プレミアムライブハウス・コンサートツアー／大阪 ビルボードライブ大阪
  - 08月16日 - プレミアムライブハウス・コンサートツアー／東京 コットンクラブ
  - 09月23日 - 第3回 沖縄チャンプルーカーニバル／神奈川 クイーンズスクエア横浜クイーンズサークル
  - 11月01日 - 第9回土と平和の祭典／東京 日比谷公園
- 2016年
  - 02月06日 - ワイメア桜祭り Waimea Cherry Blossom Heritage Festival 出演／アメリカ・ハワイ島・ワイメア・パーカー牧場
  - 02月07日 - Aikane Festival 日布文化交流祭 出演／アメリカ・ハワイ島・ヒロ大神宮
  - 02月28日 - 上間綾乃 @MANDALA LIVE2016／東京 南青山MANDALA
  - 04月02日 - 上間綾乃 @MANDALA LIVE2016／東京 南青山MANDALA
  - 06月04日 - 上間綾乃 @MANDALA LIVE2016／東京 南青山MANDALA
  - 07月18日 - 小田原ダイナシティ サマーパラダイス2016 出演／神奈川 小田原ダイナシティウエスト1F正面店頭特設ステージ
  - 08月12日 - 4th album発売記念 上間綾乃ツアー2016～魂うた／愛知 名古屋ブルーノート
  - 08月15日 - 4th album発売記念 上間綾乃ツアー2016～魂うた／大阪 ビルボードライブ大阪
  - 11月26日 - 4th album発売記念 上間綾乃ツアー2016～魂うた／東京 日本橋三井ホール
  - 11月29日 - 幻想のケルト音楽 クリスマス・ミュージック・フェスティバル／福井 ハーモニーホールふくい大ホール
  - 12月25日 - RKKきらきらファクトリー音楽宝石箱－歌の温もり‐／熊本 辛島公園 特設ステージ
  - 12月29日 - 加藤登紀子ほろ酔いコンサート2016／東京 有楽町よみうりホール
- 2017年
  - 04月07日 - 上間綾乃 @MANDALA LIVE2017／東京 南青山MANDALA
  - 05月06日 - 第14回 はいさいFESTA 2017／川崎 ラ チッタデッラ アレーナチッタ特設ステージ
  - 05月07日 - 第14回 はいさいFESTA 2017 後夜祭supported by 残波／川崎 CLUB CITTA
  - 06月09日 - 上間綾乃 @MANDALA LIVE2017／東京 南青山MANDALA
  - 08月07日 - 5th album発売記念　上間綾乃ツアー2017～タミノウタ／大阪 ビルボードライブ大阪
  - 08月09日 - 5th album発売記念　上間綾乃ツアー2017～タミノウタ／愛知 名古屋ブルーノート
  - 09月05日 - 5th album発売記念　上間綾乃ツアー2017～タミノウタ／東京 コットンクラブ
  - 11月30日 - ザ・チーフタンズ特別公演 日本アイルランド外交関係樹立60周年記念コンサート／東京 Bunkamuraオーチャードホール

- 2018年
  - 04月27日 - 上間綾乃 @MANDALA LIVE2018 GUEST:伊藤ハルトシ_ギター＆チェロ 田中詩織_ビオラ／東京 南青山MANDALA
  - 05月02日 - 第15回 はいさいFESTA 2018／川崎 ラ チッタデッラ アレーナチッタ特設ステージ
  - 06月22日 - 上間綾乃 @MANDALA LIVE2018 GUEST:園田涼_ピアノ／東京 南青山MANDALA
  - 08月17日 - 上間綾乃 @MANDALA LIVE2018 GUEST:伊集タツヤ_ギター／東京 南青山MANDALA
  - 09月04日 - はたけやま裕2018YAMAHA HALL LIVE／東京 銀座ヤマハホール
  - 09月09日 - 夏の終りの沖縄ライブ 2018／静岡 鬼岩寺境内
  - 09月11日 - OKINAWA NIGHT in Taiwan ／ Taipei Ambassador Hotel 國賓大飯店
  - 10月12日 - 上間綾乃 @MANDALA LIVE2018 GUEST:HIKARI_唄三線／東京 南青山MANDALA
  - 12月21日 - 上間綾乃 @MANDALA LIVE2018 GUEST:伊藤ハルトシ_ギター＆チェロ 斉藤光隆_ベース／東京 南青山MANDALA
- 2019年
  - 02月17日 - 上間綾乃 @MANDALA LIVE2019 GUEST:園田涼_ピアノ 相澤アリア_バイオリン／東京 南青山MANDALA
  - 03月30日 - 上間綾乃ライブin福岡／福岡 福岡スクエアガーデン
  - 04月01日 - かりゆし音楽祭／兵庫 チキンジョージ
  - 04月21日 - 上間綾乃 @MANDALA LIVE2019 GUEST:伊藤ハルトシ_ギター＆チェロ／東京 南青山MANDALA
  - 05月02日 - 第16回 はいさいFESTA 2019／川崎 ラ チッタデッラ アレーナチッタ特設ステージ
  - 05月19日 - OKINAWAまつり 2019／東京 代々木公園イベントステージ
  - 06月02日 - 奈良ムジークフェスト 2019／奈良 奈良公園春日野園地特設野外ステージ
  - 06月23日 - 上間綾乃 @MANDALA LIVE2019 GUEST:伊集タツヤ_ギター 相澤アリア_バイオリン／東京 南青山MANDALA
  - 09月14日 - 夏の終わりの沖縄ライブ／静岡 鬼岩寺境内
  - 11月01日 - Traveling to the MIYAZA-WORLD～ようこそ宮沢の世界へめんそーれオキナワールド／東京 よみうり大手町ホール